# Слоним, Марк Львович
Марк Льво́вич Сло́ним (4 апреля 1894, Одесса — 8 мая 1976, Больё-сюр-Мер, Франция) — русский и американский писатель, публицист, литературовед и переводчик, педагог, журналист, политический деятель.

## Биография
Из еврейской семьи. Родился 23 марта (по старому стилю) 1894 года в Одессе, в семье помощника присяжного поверенного, потомственного почётного гражданина Льва Мордковича (Марковича) Слонима (?—1908) и Инды (Индианы) Исаевны Айхенвальд. Племянник (со стороны матери) литературного критика Юлия Исаевича Айхенвальда и психиатра Льва Исаевича Айхенвальда (1873—1954). У него был старший брат Владимир (1887), который также родился в Одессе. В 1890-е годы семья жила в доме № 44 по Успенской улице (угол Ришельевской улицы). Окончил гимназию в Одессе. С 1912 года учился на факультете литературы и искусства Флорентийского университета. В 1914 году возвратился в Россию и поступил на четвёртый курс философского факультета Петербургского университета.
Входил в партию эсеров. После Февральской революции был отправлен для работы на Румынский фронт. Был избран во Всероссийское учредительное собрание по Бессарабскому избирательному округу по списку социалистов-революционеров.
После октябрьского переворота уехал на юг. Редактировал в Киеве эсеровскую газету «Народное дело». Летом 1918 года под чужим именем пробрался в Поволжье. Входил в Комитет членов Учредительного собрания. Осенью 1918 года — секретарь Государственного совещания в Уфе. С установлением диктатуры Колчака выехал во Владивосток, а оттуда через Японию в Европу.
Жил в эмиграции в Берлине (1922), затем в Праге (1922—1927). В 1924 году участвовал в издании в Праге газеты «Огни». В 1926 году был одним из руководителей Русского заграничного исторического архива, входил в совет Русского народного университета в Праге.
С 1927 года попеременно жил в Праге и Париже. Редактировал журнал «Социалист-революционер». Руководитель литературного объединения «Кочевье» (1928—1938). В 1933 году участвовал в работе масонской ложи «Космос» № 288 (ВЛФ).
С марта по октябрь 1934 года в еженедельном иллюстрированном журнале «Иллюстрированная жизнь» (Париж). В 1938 году — член комитета помощи республиканской Испании. В 1941 году выехал из Марселя и через Марокко добрался до США.
С 1943 года преподавал русскую литературу в Колледже имени Сары Лоуренс (вышел в отставку в 1962 году). Автор нескольких книг по истории русской литературы.

## Сочинения
- Русские предтечи большевизма. — Берлин, 1922
- «По золотой тропе: Чехословацкие впечатления» (Париж, 1928)
- «Портреты советских писателей» (Париж, изд. Парабола, 1933)
- Три любви Достоевского. — Н-Й.: издательство имени Чехова, 1953.
- Три любви Достоевского. — М.: Советский писатель, 1991. — 100 000 экз.
- Три любви Достоевского. — М., «Наше наследие» — «Имидж», 1991. — 50 000 экз.
- Три любви Достоевского. — Ростов на Дону, Феникс, 1998. — 5 000 экз.
- Три любви Достоевского. — М.: Эксмо, 2011. — 3 000 экз.
- The Epic of Russian Literature, From Its Origins Through Tolstoy. 1950.
- Three Loves of Dostoevsky. Rinehart & Company. New York. 1955.
- An Outline of Russian Literature. Oxford University Press, New York. 1958.
- From Chekhov to the revolution; Russian literature, 1900—1917. Oxford University Press. 1962.
- Soviet Russian Literature: Writers and Problems, 1919—1977. 1977.

## Отзывы современников
«Он получает 250 долларов в месяц от сталинистов, это немного, но он и того не стоит» — отозвался Владимир Набоков в феврале 1945 года о дальнем родственнике своего тестя Евсея Слонима в письме американскому литературоведу Эдмунду Уилсону. Любые симпатии к сталинской России Набоков рассматривал как предательство демократических принципов. Соня и Роман Гринберги пригласили приехавшего в Нью-Йорк Марка Слонима на ужин для встречи с Набоковым. Встреча прошла более чем холодно и по мнению биографа Набокова Брайана Бойда послужила основой для рассказа Набокова Double Talk (Двуличный разговор), в котором писатель-эмигрант случайно попадает на встречу прогермански настроенных американцев, пригласивших его однофамильца:104.

## Переводы
- «Воспоминания Дж. Казановы». — Берлин. 1923.
- «Цивилизация и другие рассказы» Ж. Дюамеля. — Прага, 1924.